# Союз шести міст

Баутцен

Герліц

Циттау

Лаубана

Лебау

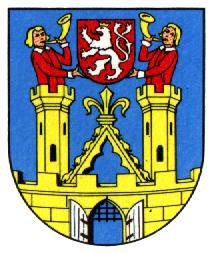
Каменц

Союз шести міст (нім. Oberlausitzer Sechsstädtebund) об'єднував міста верхньої Лужиці: Баутцен, Герліц, Каменц, Лаубана, Лебау та Циттау. Він існував з 1346 по 1815.

## Підстава
Для забезпечення земського миру у Верхній Лужиці 21 серпня 1346 міста Баутцен, Герліц, Каменц, Лаубана, Лебау та Циттау уклали договір про союз взаємодопомоги, який був спрямований проти лицарів. На початку союз не був тісним, але згодом він розвинувся та став впливовим, переживши усі інші союзи міст, включаючи Ганзу. Союз призвів до сильного росту престижу та політичної влади його членів.
Ініціатива створення союзу, можливо, походила від німецького імператора Карла IV, для створення противаги земельному дворянству. У 1351 він визнав союз і у 1355 сам приїхав у Верхню Лужицю, де він наказав містам зруйнувати фортеці Толленштайн, Ойбін, Ландескроне та Фалькенштайн, у яких ховалися лицарі-розбійники.

## Положення міст у союзі
Хоча Баутцен був центром управління, а Герліц протягом декількох століть був економічно найбільш розвиненим та багатонаселеним містом, відмінності між містами союзу не були такими значними, щоб виник домінуючий у всіх сферах центр союзу. Союз шести міст складався з трьох великих та впливових (Баутцен, Герліц та Циттау) і трьох невеликих (Каменц, Лаубана та Лебау) міст. Однак, у принципі всі міста-члени союзу були рівноправними.
Баутцен головував у раді союзу і мав «перший голос». До середини XIV століття він був провідним у галузі економіки, культури та освіти. Баутцен мав право ставити свою печатку під написаними від імені союзу листами та відкривати листи, адресовані союзу. Це іноді призводило до суперечок з містом Герліц, який з початку XV століття економічно перевершував суперника. Важливою обставиною на користь Баутцену було те, що у ньому розмістився фогт, штатгальтер (намісник) короля, який був верховним представником вищої військової, адміністративної та судової влади.

## Розпад союзу
Коли у 1815 за рішенням Віденського конгресу Лужиця була розділена, а Герліц та Лаубана стали частиною Пруссії, майже 500-річна історія союзу завершилася. Ті міста, які залишалися у Саксонії, утворили «Союз чотирьох міст», але він був незначущим та розпався у 1868.